# Jean La Bruyère-Champier
Jean-Baptiste La Bruyère-Champier est un savant humaniste français du XVIe siècle. Il s'est particulièrement intéressé à l'alimentation et à sa fabrication à son époque.

## Biographie
Médecin attaché à la suite de son oncle Symphorien Champier, il est au service des rois de France Henri II, puis François Ier.

## Œuvres
Il s'intéresse à l'agriculture conjointement avec Olivier de Serres, et il est cité par Rabelais dans Pantagruel.
On lui doit la première description de la fabrication du  fromage de Cantal.